# Крис Норман
Крис Норман (роден като Кристофър Уорд Норман, на английски: Christopher Ward Norman) е английски рок певец, придобил световна известност с групата си „Смоуки“. Роден е в семейство на актьори на 25 октомври 1950 г.

## „Смоуки“
В училище Крис се запознава с бъдещите членове на групата „Смоуки“ Алан Силсън и Тери Атли. В периода 1975 – 1982 г. „Смоуки“ издават 23 сингъла, всеки от които достига челни места в музикалните класации. Първият им хит е If You Think You Know How to Love Me. Следват Don't Play Your Rock 'N Roll to Me, Oh Carol, Living Next Door to Alice, Lay Back in the Arms of Someone и много други. През 1982 г. „Смоуки“ се разпадат. В същата година Крис Норман записва своя първи солов проект Rock Away Your Teardrops.

## Соло кариера
През 1985 г. Норман се събира със старите си другари за благотворителен концерт, но въпреки идеята им пак да свирят заедно, през 1986 г. окончателно напуска групата, за да се отдаде на соловата си кариера. През 1980-те години германският продуцент Дитер Болен („Модърн Токинг“, Бони Тайлър и др. проекти) пише за Крис Норман сингъла Midnight Lady, който става платинен в Европа и достига първите места по музикалните чартове. В периода 1986 – 1998 г. Крис Норман записва 8 албума, като обогатява историята на музиката с хитовете Ordinary Heart, Sarah (You Take My Breath Away), Broken Heroes, Some Hearts Are Diamonds, Stumblin in (изпълнени в дуети със Сузи Куатро, Си Си Кеч и Хари Белафонте) и др. От 1994 г. Крис Норман винаги е съпроводен от неговата група Chris Norman Band.

## Личен живот
Крис Норман среща своята бъдеща съпруга Линда през 1967 г. в Елгин, Шотландия. Женят се на 16 март 1970 г. Имат 5 деца (Брайън, Пол, Майкъл, Стивън и Сюзан Джейн). Крис и Линда Норман живеят на остров Ман, където Крис е създал музикално студио. Имат четирима внуци.

## Дискография

### Студийни албуми
- 1982 – „Rock Away Your Teardrops“
- 1986 – „Some Hearts Are Diamonds“
- 1987 – „Different Shades“
- 1989 – „Break The Ice“
- 1991 – „The Interchange“
- 1992 – „The Growing Years“
- 1993 – „Jealous Heart“
- 1994 – „The Album“
- 1994 – „Screaming Love Album“
- 1995 – „Every Little Thing“
- 1995 – „Reflections“
- 1997 – „Into The Night“
- 1997 – „Christmas Together“
- 1999 – „Full Circle“
- 2000 – „Love Songs“
- 2001 – „Breathe Me In“
- 2003 – „Handmade“
- 2004 – „Break Away“
- 2006 – „Million Miles“
- 2007 – „Close up“
- 2011 – „Time Traveller“
- 2013 – „There and Back“
- 2015 – „Crossover“
- 2017 – „Don't Knock the Rock“

### Албуми „на живо“ (Live)
- 2005 – „One Acoustic Evening“ (2 CD) (Live At The Private Music Club/Live In Vienna)
- 2009 – „The Hits! Tour“ (2 CD + DVD)
- 2018 – „Don't Knock the Rock Tour – Live Hamburg 2018“ (2 CD + DVD)

### Компилации
| Година | Заглавие                                        | Подробности                                                                                     |
| 1988   | „Hits from the Heart“                           | - Дата на излизане: 18 април 1988 г. - Издател: Hansa - Формат: LP, MC, CD                      |
| 1989   | „Hearts on Fire“                                | - Дата на излизане: 1989 г. - Издател: Karussell - Формат: MC и CD                              |
| 1993   | „Golden Stars – Golden Hits“                    | - Дата на излизане: 20 юли 1993 г. - Издател: Universal Music Group/ Spectrum - Формат: MC и CD |
| 1993   | „Jealous Heart“                                 | - Дата на излизане: 26 юли 1993 г. - Издател: Dice Music - Формат: CD                           |
| 1994   | „Screaming Love Album“                          | - Дата на излизане: 1994 г. - Издател: Dice Music - Формат: CD                                  |
| 1995   | „I Need Your Love“                              | - Дата на излизане: 9 март 1995 г. - Издател: Spectrum - Формат: CD                             |
| 1995   | „The Best of 20 Years“                          | - Дата на излизане: 3 юли 1995 г. - Издател: Ariola/ BMG - Формат: MC и CD - Със „Смоуки“       |
| 1995   | „Stay with Me Tonght“                           | - Дата на излизане: 15 август 1995 г. - Издател: Spectrum - Формат: CD                          |
| 1996   | „The Very Best Of“                              | - Дата на излизане: 1996 г. - Издател: Go On Deluxe - Формат: CD                                |
| 2001   | „The Collection“                                | - Дата на излизане: февруари 2001 г. - Издател: Music Digital - Формат: CD                      |
| 2001   | „Chris Norman“                                  | - Дата на излизане: 16 октомври 2001 г. - Издател: Music Digital - Формат: 3 CD                 |
| 2003   | „Greatest Hits“                                 | - Дата на излизане: 30 юни 2003 г. - Издател: Bros Music - Формат: MC и CD                      |
| 2004   | „Heartbreaking Hits“                            | - Дата на издаване: 5 април 2004 г. - Издател: Edel - Формат: 2 MC и 2 CD                       |
| 2004   | „The Very Best Of“                              | - Дата на излизане: 5 април 2004 г. - Издател: Bros Music - Формат: CD                          |
| 2004   | „The Very Best Of – Part II“                    | - Дата на излизане: 29 ноември 2004 г. - Издател: Sign It! - Формат: 2 CD                       |
| 2005   | „My Best Songs“                                 | - Дата на излизане: 30 декември 2005 г. - Издател: Sony BMG - Формат: CD                        |
| 2006   | „Coming Home“                                   | - Дата на излизане: 9 октомври 2006 г. - Издател: Charm - Формат: CD                            |
| 2008   | „The Complete Story of Chris Norman“            | - Дата на излизане: 24 ноември 2008 г. - Издател: SPV GmbH - Формат: 5 CD                       |
| 2009   | „The Hits! From His Smokie and Solo Years“      | - Дата на излизане: 13 февруари 2009 г. - Издател: Edel - Формат: 2 CD                          |
| 2018   | „Definitive Collection – Smokie and Solo Years“ | - Дата на излизане: 30 ноември 2018 г. - Издател: Edel - Формат: 2 CD, дигитално сваляне        |
| 2021   | „Baby I Miss You“                               | - Дата на излизане: 5 март 2021 - Издател: Bros Music - Формат: LP, CD, дигитално сваляне       |